# Сирково
Сирково (мкд. Сирково) је насеље у Северној Македонији, у средишњем делу државе. Сирково је насеље у оквиру општине Росоман.
Сирково има велики значај за српску заједницу у Северној Македонији, пошто Срби чине значајну мањину у насељу.

## Географија
Сирково је смештено у средишњем делу Северне Македоније. Од најближег већег града, Кавадараца, насеље је удаљено 15 km северно.
Насеље Сирково се налази у историјској области Тиквеш. Село је смештено у долини реке Вардар, у западном ободу Тиквешке котлине. Насеље је положено на приближно 270 метара надморске висине, у бреговитом подручју. 
Месна клима је измењена континентална са значајним утицајем Егејског мора (жарка лета).

## Становништво
Сирково је према последњем попису из 2021. године имала 476 становника. Почетком 20. века претежно становништво били су Турци, који су после Првог светског рата иселили у матицу, а на њихово место дошли су преци данашњих становника.
Претежна вероисповест месног становништва је православље.
| Национални састав према попису из 2021.‍ | Национални састав према попису из 2021.‍ | Национални састав према попису из 2021.‍ | Национални састав према попису из 2021.‍ | Национални састав према попису из 2021.‍ |
| --------------------------------------- | --------------------------------------- | --------------------------------------- | --------------------------------------- | --------------------------------------- |
|                                         |                                         |                                         |                                         |                                         |
| Македонци                               | Македонци                               |                                         | 396                                     | 83,2%                                   |
| Срби                                    | Срби                                    |                                         | 59                                      | 12,4%                                   |